# Dirinaria purpurascens
Dirinaria purpurascens är en lavart som först beskrevs av Vain., och fick sitt nu gällande namn av B.J. Moore 1968. Dirinaria purpurascens ingår i släktet Dirinaria och familjen Caliciaceae.   Inga underarter finns listade i Catalogue of Life.